# Caroline Mikkelsen
Caroline Mikkelsen (* 20. November 1906 in Dänemark; † 15. September 1998 in Norwegen), in zweiter Ehe Mandel, war eine dänisch-norwegische Entdeckerin. 1935 betrat sie als erste Frau antarktisches Land.

## Leben und Werk

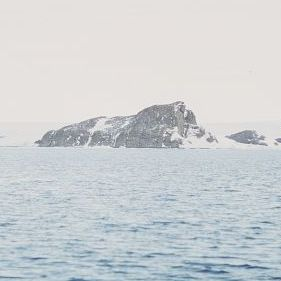
Mount Caroline Mikkelsen, 1966

Mikkelsen wurde in Dänemark geboren und heiratete den norwegischen Walfangkapitän Klarius Mikkelsen (1887–1941), zu dem sie nach Norwegen zog. Im Winter 1934/1935 begleitete sie ihren Ehemann auf einer von dem Reeder Lars Christensen gesponserten Antarktisexpedition auf dem Schiff Thorshavn mit der Anweisung, nach antarktischen Ländern zu suchen, die für Norwegen annektiert werden könnten. 
Am 20. Februar 1935 landete die Expedition auf dem antarktischen Festlandsockel. Sie bauten einen Steinhaufen und Mikkelsen hatte die Ehre, die norwegische Flagge zu hissen. Nach fünf Stunden begab sich die Gruppe wieder an Bord und segelte weiter entlang der unbekannten Küste, die sie nach der Frau des Reeders und Eigentümers der „Thorshavn“, Ingrid Christensen, benannten. Die Bergkette benannten sie nach der norwegischen Region Vestfold. Am 21. Februar sahen sie einen 250 Meter hohen Berg zwischen dem Hargreaves-Gletscher und dem Polar-Times-Gletscher, der nach ihr Mount Caroline Mikkelsen benannt wurde. Das Gebiet, in dem die Norweger ankamen, war zwei Jahre zuvor von England annektiert worden, aber zu Ehren des Ehepaars Mikkelsen und der Besatzung wurden die norwegischen Namen beibehalten. Das Gebiet gehört heute zu Australien, doch zu Ehren der norwegischen Entdecker beließ man es bei dem Namen. Mikkelsen hat nie behauptet, auf dem Festland gelandet zu sein, aber ursprünglich wurde angenommen, dass die Gruppe auf den Vestfold Hills unweit der heutigen Forschungsstation Davis-Station gelandet war. 
1941 starb ihr erster Ehemann und sie heiratete 1944 den Gärtner Johan Mandel aus Tønsberg. 1995 sprach sie erst sechzig Jahre nach ihrer Landung öffentlich in der norwegischen Zeitung Aftenposten  über ihre Antarktisreise. Mikkelsen-Mandel starb 1998. 
1995 fand eine Expedition mit dem australischen Archäologen Martin Davies den Steinhaufen, an dem Mikkelsen 60 Jahre zuvor die norwegische Flagge gehisst hatte. Wenige Tage später stürzte der Forscher in den Vestfold-Bergen und starb. 1998 und 2002 veröffentlichten australische Forscher historische Artikel im Polar Record und kamen zu dem Schluss, dass die Expeditionsgruppe auf dem Tryne Island gelandet war, wo noch heute eine Steinmarkierung zu sehen ist. Der Landeplatz ist ungefähr fünf Kilometer vom antarktischen Festland entfernt. Trotz jahrelanger Suche durch Mitarbeiter der Davis Station wurde kein alternativer Landeplatz auf dem Festland für die Mikkelsen-Gruppe entdeckt. Folglich wird Mikkelsen als erste Frau betrachtet, die eine antarktische Insel betrat, und Ingrid Christensen als erste Frau, die auf dem antarktischen Festland stand.